# مطار نواذيبو الدولي
مطار نواذيبو الدولي هو مطار يقع في موريتانيا، ويخدم مدينة نواذيبو. ويحتل المرتبة الثانية في موريتانيا، بعد مطار نواكشوط. تبلغ الطاقة الاستيعابية للمطار 150 ألف مسافر في السنة.

## تاريخ
أنشئ المطار سنة 1965، وافتتح سنة 1968.

## خطوط وشركات الطيران
| شركات الطيران       | الوجهات                        |
| ------------------- | ------------------------------ |
| الموريتانية للطيران | نواكشوط - ازويرات - لاس بالماس |

## قرارات إدارية
قررت الوكالة الوطنية لسجل السكان والوثائق المؤمنة افتتاح مقر جديد لإصدار تأشيرات بيومترية على مستوى مطار نواذيبو الدولي ، وحسب السلطات المعنية فإن القرار يهدف إلى عصرنة وتأمين الوثائق وتبسيط إجراءات الحصول على تأشيرة الدخول والإقامة للأجانب ، كما سيساهم القرار في ترقية الاستثمارات والسياحة.
و كانت السلطات قد افتتحت أقساما أخرى على مستوى مطار نواكشوط الدولي ونقطة العبور عند الكيلومتر 55 من نواذيبو وفي السفارة الموريتانية بفرنسا.